# 日本瓦斯
日本瓦斯株式会社（にっぽんがす、英: NIPPON GAS CO., LTD.）は、東京都渋谷区代々木に本社を置く日本のエネルギー販売会社である。略称「ニチガス」。みどり会の会員企業であり三和グループに属している。プロパンガスを主力とし、都市ガスも販売している。

## 営業エリア

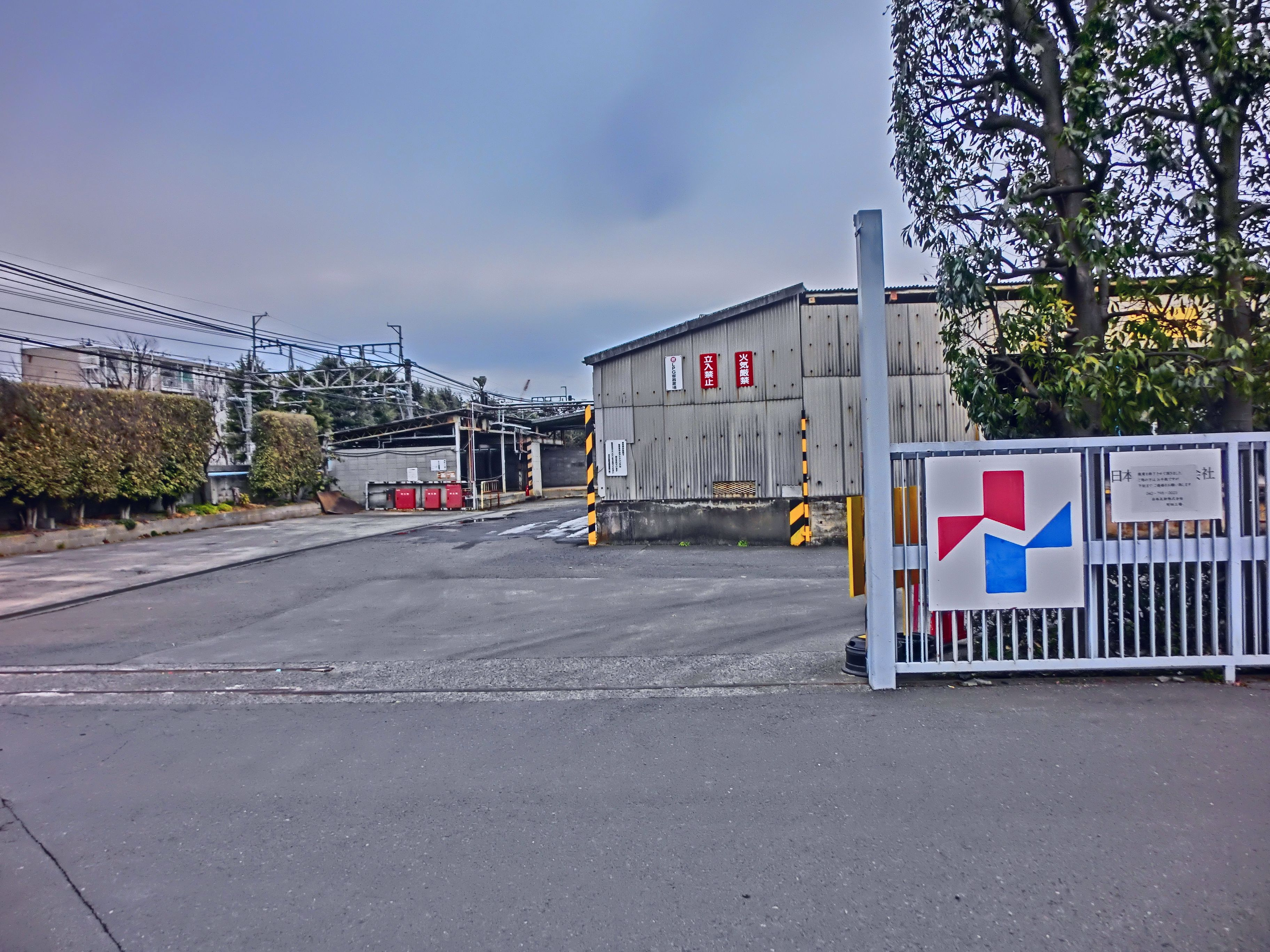
日本瓦斯田無工場（西東京市芝久保町、閉鎖）

関東一円および山梨・静岡両県に事業所（工場およびデポステーション）・営業所を設置。
- 東京都 - 町田工場、府中・瑞穂両デポステーション、西東京ほか10営業所
- 埼玉県 - 埼玉工場、狭山・戸田・八潮各デポステーション、朝霞ほか16営業所
- 神奈川県 - 夢の絆・川崎（工場）、横須賀・秦野・津久井各デポステーション、旭ほか13営業所
- 千葉県 - 千葉工場、東金・君津両デポステーション、市川ほか13営業所
- 茨城県 - 取手・稲敷・水戸各デポステーション、つくばほか8営業所
- 栃木県 - 宇都宮・小山両デポステーション、宇都宮ほか3営業所
- 静岡県 - 清水デポステーション、静岡ほか5営業所
- 山梨県 - 甲府工場、甲府ほか3営業所
- 群馬県 - 太田・前橋両デポステーション、前橋ほか4営業所

## 沿革
- 1955年 - 岩谷産業創業者岩谷直治の長男、岩谷徹郎により日本瓦斯設立。
- 1964年 - 東京オリンピック聖火用ガスを供給。
- 1966年 - 新日本瓦斯株式会社設立
- 1973年 - 東京証券取引所市場第2部上場。コンロ用ガスボンベの最新鋭工場が取手に完成。
- 1975年 - ニチガス開発株式会社設立
- 1976年 - 千葉、埼玉県下に簡易ガス導管供給システムの開発推進。ニチガス物流計算センターを設立。
- 1979年 - 東京証券取引所市場第1部上場。
- 1984年 - コンロ用ガスボンベ並びに各種エアゾール製品等の生産工場が滋賀に完成。
- 2002年 - 東武ガスを子会社化し、翌年東彩ガスと社名変更する。
- 2005年 - ISO14001を認証取得。
- 2005年 - 埼玉県の蓮田団地、千葉県富里市の日吉台ニュータウン、神奈川県の南平団地について、簡易ガスから一般ガス（都市ガス）への事業転換計画を関東経済産業局に提出、受理された。
- 2005年 - 日本ガス協会への入会を総会で満場一致で了承される。
- 2006年 - 2010年までに住宅団地向けの簡易ガス100箇所について、都市ガス他社が供給されている地域においては一般ガス（都市ガス）へ順次事業転換していくことにより、電力業界が推進しているオール電化への転換を阻止していくとの計画を発表。東京ガスなど既存のガス会社が所有しているガス管を借りて住宅団地に一般ガス（都市ガス）を供給する計画であり、都市ガスがない地域へはタンクローリーで液化天然ガスを供給することも検討しているという。
- 2009年12月1日 - 岩谷産業が日本瓦斯に対し液化石油ガス、カセットガス、工業ガスの供給停止を通告[4]。
- 2014年3月7日 - 子会社の東彩ガス・東日本ガス・新日本瓦斯・北日本ガスを株式交換により完全子会社とする。
- 2015年11月2日 - 本社を東京都渋谷区代々木（旧スクウェア・エニックス初台ビル）に移転[5][6]。

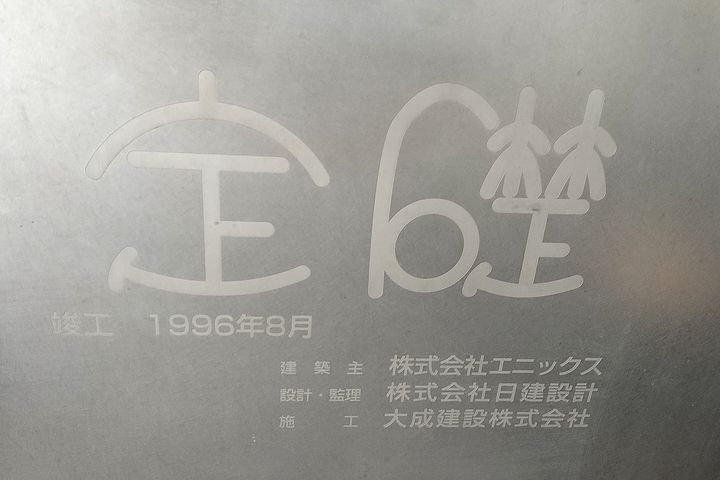
ビルの定礎にはエニックスの名がある。

- 2016年
  - 4月1日 - ロゴをリニューアル。ヘボン式の「NICHIGAS」からイタリア語風の「NICIGAS」となった[7]（なお公式サイトのドメインについては変化はない）。
  - 6月29日 - 登記上本店を中央区八丁堀の旧本社から代々木の本社内に移転。
- 2017年8月21日 - 東京電力エナジーパートナー株式会社と共同出資で東京エナジーアライアンス株式会社を設立。
- 2024年1月1日 - ニチガスグループ各社のエネルギー小売事業を日本瓦斯に集約すると共に、グループの都市ガス供給事業を東彩ガス（同日に社名を株式会社エナジー宇宙に変更）に集約。

## 関連会社
- 株式会社エナジー宇宙 - 都市ガス供給部門（旧社名:東彩ガス株式会社）
- 東日本ガス株式会社 ※2024年1月1日、東彩ガスへ吸収合併
- 北日本ガス株式会社 ※同上
- 日本瓦斯工事株式会社
- 日本瓦斯運輸整備株式会社
- 株式会社雲の宇宙船 -システム部門
- 東京エナジーアライアンス株式会社

## 不祥事

### 特定商取引法違反
2023年5月25日、消費者庁は、ガスや電気の訪問販売の際、目的を告げずに勧誘したなどとして、日本瓦斯に対し特定商取引法違反（勧誘目的不明示など）で訪問販売に関する一部業務の停止（3カ月）を命じたと発表した。 消費者庁によると、少なくとも2021年4月から22年3月までの間、同社の委託先の営業員が消費者宅に訪問し、消費者が断っているのに勧誘を繰り返した。また、既存の契約先よりも安くなる事実がないにもかかわらず、「安くなりますよ」などの説明をしたという。

## CM出演者
- 出川哲朗 - 「ニチガス・ニ・スルーノ三世」[11]
- 本田翼